# Euphrosine paucibranchiata
Euphrosine paucibranchiata är en ringmaskart som beskrevs av Hartman 1960. Euphrosine paucibranchiata ingår i släktet Euphrosine och familjen Euphrosinidae. Inga underarter finns listade i Catalogue of Life.